# Moisés Behar
Moisés Behar (* 28. August 1922 in Huehuetenango, Guatemala; † 14. Februar 2015 in Jerusalem, Israel) war ein guatemaltekischer Kinderarzt und Hepatologe, der von 1957 bis 1974 im Zentralamerikanischen Ernährungsinstitut INCAP (Instituto de Nutrición de Centroamérica y Panamá) wirkte und 1975 als Leiter der Ernährungsabteilung bei der Weltgesundheitsorganisation in Genf arbeitete. Sein Spezialgebiet war die Ernährung. Darüber hinaus war er Experte für Orchideen.

## Leben
Moisés Behar Alcahe wurde als drittes von sechs Kindern in Guatemala geboren, nachdem dessen Eltern Ellas und Eugenia Behar nach dem Zerfall des Osmanischen Reiches aus der Türkei ausgewandert waren.
In dem kleinen Dorf San Pedro wuchs Moises auf und ging dort in die örtliche Grundschule. Anschließend besuchte er das Gymnasium in der Nachbarstadt Quetzaltenango. Nach dem Abitur und dem Wunsch, Medizin zu studieren, zog Moises nach Guatemala-Stadt. Hier machte er 1949 seinen Abschluss als Chirurg und Arzt an der Universität von San Carlos und heiratete 1954 Beatriz Aldana, Tochter eines bekannten guatemaltekischen Arztes und ehemaligen Gesundheitsministers. Beide hatten drei Kinder, die 1955, 1957 und 1958 zur Welt kamen.

## Medizin
Moisés Behar machte Karriere in der Medizin. Er spezialisierte sich 1951 auf Pädiatrie und Hepatologie an der Universität von Paris und erhielt 1960 einen Master in Public Health an der Harvard University. Nachdem er von 1951 bis 1953 als Chef der Generaldirektion für öffentliche Gesundheit tätig gewesen war, begann er seine Karriere als Berater für Pädiatrie für das Institut für Ernährung in Mittelamerika und Panama INCAP (Instituto de Nutrición de Centroamérica y Panamá), wo er 1957 zum stellvertretenden Direktor und 1961 zum Direktor ernannt wurde, eine Position, die er bis 1974 innehatte.
1975 zog Moisés Behar nach Genf, um die Position des Chefs der Abteilung für Ernährung der Weltgesundheitsorganisation zu übernehmen.
Während seines Berufslebens bekleidete Moisés Behar wichtige Positionen. Er war von 1956 bis 1957 Präsident der Guatemaltekischen Pädiatrischen Gesellschaft, von 1966 bis 1967 Vizepräsident der Amerikanischen Gesellschaft für öffentliche Gesundheit und wurde 1973 ordentliches Mitglied der Guatemaltekische Akademie der Wissenschaften.
Er veröffentlichte über 150 Artikel und Büchern, hauptsächlich über Mangelernährung bei Kindern, und erlangte internationales Ansehen für die Entwicklung, Konzeptionierung und Erprobung von INCAPARINA, einer Formel, die aus einer Mischung überwiegend pflanzlichen Proteins besteht und aus rein einheimischen Materialien hergestellt wird. Sie wurde zur Bekämpfung von Mangelernährung bei einkommensschwachen Menschen in Mittelamerika entwickelt.

## Botanik
Durch Behars Kindheit und Jugend in den unberührten Bergen des Hochlands von Guatemala wurde sein Leben und sein Charakter geprägt und er entwickelte eine enge Beziehung zur Natur. So wurde schon früh sein Interesse an Orchideen geweckt. 1960 trafen sich auf Initiative von Behar regelmäßig sechs Freunde, die sich mit Orchideen beschäftigten, und dreizehn Jahre später wurde die guatemaltekische Gesellschaft für Orchideologie (Asociacion Guatemalteca de Orquideologia oder AGO) von ihren acht Gründungsmitgliedern offiziell ins Leben gerufen. Moisés Behar wurde der erste Präsident dieser Gesellschaft. Er widmete sich besonders der Hybridisierung von Orchideen des Subtribus Pleurothalidiinae und wurde zu einem international anerkannten Experten. Ebenso erlangte er Anerkennung für die Fotografie von Miniaturorchideen, lange vor dem Aufkommen der digitalen Fototechnik. Seine Vorlesungen über Orchideenfotografie waren sehr gefragt und präsentierte diese u. a. 2000 in Soroa (Kuba) und 2001 in San Jose (Costa Rica).
Beim Umzug 1975 in die Schweiz musste Behar seine große Orchideensammlung in Guatemala zurücklassen. Deshalb baute er sich dort eine neue Zucht auf. Er wurde Vizepräsident der Schweizerischen Gesellschaft für Orchidologie (Groupe de Romandie), der alle seine Pflanzen hinterließ, als er 1986 nach Guatemala zurückkehrte. Zwei von seinen vielen Neuzüchtungen an Miniaturorchideen widmete Behar seinen Töchtern: Lepanthopsis Michelle und Pleurothallis Jacqueline. Zusammen mit seinem Freund und Botaniker Dr. Carlyle Luer hat Behar 23 neue Orchideen beschrieben, die alle von ihrer Lieblingsart Pleurothalidiinae stammen. Darüber hinaus beschrieb Carlyle Luer eine weitere neue Lepanthes-Art aus Guatemala und nannte sie zu Ehren seines Freundes Lepanthes beharii.
Zusammen mit seinem Freund Otto Tinschert (1915–2006) versuchte Moisés Behar in Peten, einem nördlichen Departement in Guatemala, ein großangelegtes Orchideenschutzprojekt in Gang zu setzen. Der Bürgerkrieg zwischen linken Gruppen und der guatemaltekischen Armee bedrohte die Orchideenbestände in den Wäldern. Um sie zu retten, versuchten Behar und Tinschert, die Holzindustrie davon zu überzeugen, die Orchideen vor den großen abgeholzten Waldgebieten zu retten und sie in anderen Bereichen neu zu pflanzen. Leider stieß das Projekt auf nicht genug Interesse und scheiterte. Enttäuscht von der tragischen Situation der Entwaldung in Guatemala und mit wenig Hoffnung, sie aufhalten zu können, engagierten sich Behar und Tinschert zusammen mit einer kleinen Gruppe interessierter Freunde, für die Schaffung eines Nationalen Botanischen Gartens in Guatemala.
Nachdem Moisés Behar einige Jahre mit seiner Tochter Michelle in Brasilien gelebt hatte, zog er mit seiner Tochter Jacqueline in seinen letzten Lebensjahren nach Jerusalem, wo er am 14. Februar 2015 im Alter von 92 Jahren verstarb. Er wurde in Jerusalem auf dem Ölbergfriedhof beigesetzt.

## Auszeichnungen
- 1968: Bronfman-Preis der Amerikanischen Gesellschaft für öffentliche Gesundheit[4]
- 1994: Verleihung des Orden Rodolfo Robles durch Regierung von Guatemala[1]
- 2007: Verleihung des Nationalen Orden von Pedro de San Jose de Bethancourt[1]

## Schriften
- mit Marcel Autret: Le Syndrome de polycarence de l’enfance et amérique centrale (kwashiorkor). Organisation des Nations Unies pour l’Alimentation et l’Agriculture, Rom 1955.
- Vitamins, nutrient requirements, and food selection. Acad. Press, 1964.
- La incaparina. INCAP publication. 1964. 14 pp.
- mit Fernando Viteri/Jorge Alvarado: El problema de la desnutrición proteínico-calórica en el istmo centroamericano. Nº 7 de Publicaciones científicas. 1971, 113 pp.
- mit Ricardo Bressani: Recursos proteínicos en América Latina: memorias de una conferencia de nivel latinoamericano celebrada en el Instituto de Nutrición de Centro América y Panamá (INCAP). Ciudad de Guatemala, del 24 al 27 de febrero de 1970. Ed. INCAP. 1971. 507 pp.
- mit Nevin S. Scrimshaw (Hrsg.): Nutrition and agricultural development: significance and potential for the tropics (proceedings of the Fourteenth International Biological Symposium, held in Guatemala City, Guatemala, December 2-6, 1974), Plenum Press, 1976, ISBN 9780306365072.
- La ecología del subdesarrollo. Selecciones de población. Ed. Population Reference Bureau. 1976. 10 pp.
- Orchids of Guatemala. ICONOS, The Guatemalan Orchid Society, 1993.
- mit Otto Tinschert: Guatemala y sus Orquideas/Guatemala and its Orchids. Guatemala Ciudad: MayaPrin/Trade Litho, 1998, 240 Seiten mit CD-ROM.
- mit Otto Tinschert: Guatemala y sus Orquideas/Guatemala and its Orchids. Guatemala City: Bancafé, zweisprachige Ausgabe Spanisch/Englisch, mit CD-ROM